# Pferd & Jagd
Die Pferd & Jagd war Europas größte Ausstellung für Reiten, Jagen und Angeln. Sie fand einmal jährlich Anfang Dezember auf dem Messegelände Hannover statt und dauerte vier Tage. Bei der Messeveranstaltung präsentierten auf rund 90.000 m² Ausstellungsfläche über 700 Aussteller (2023). Innovationen und Trends aus den Bereichen Reiten, Jagen und Angeln. 2023 hatte die Ausstellung etwa 76.000 Besucher.
2024 gab die  Deutsche Messe AG bekannt, die Messe in zwei eigenständige Messen aufzuteilen. Eine Messe unter der Bezeichnung „Passion Pferd“ soll sich an Reiter und Pferdeliebhaber richten, während die andere für Jäger und Angler konzipiert wird. Die neue Messe „Passion Pferd“ wird 2024 am bisherigen Termin der Pferd & Jagd vom 5. bis 8. Dezember 2024 stattfinden. Die neue Jagd- und Angelmesse findet erstmals im Oktober 2025 statt.

## Gründung
1981 übernahm Fachausstellungen Heckmann GmbH von der Deutschen Messe AG das Internationale Hallenreitturnier, das mit einer kleinen Ausstellung gekoppelt war. Damals zählte man 150 Aussteller und 16.640 Besucher. 15.000 m² Hallenfläche waren vermietet. Im Laufe der Jahre haben die Reitvorführungen einen immer größeren Platz erhalten. Die Show-Arena bekam eine eigene Halle, sodass die Tribüne auf 4000 Plätze aufgestockt werden konnte. Seit 1994 fand die „Nacht der Pferde“ mit internationalen Stars der Pferdeshow-Szene statt. 2021 verschmolz das Tochterunternehmen Fachausstellungen Heckmann mit der Deutschen Messe, die die Pferd & Jagd seitdem in Eigenregie durchführte. 2020 und 2021 fiel die Veranstaltung wegen der COVID-19-Pandemie in Niedersachsen aus.

## Pferd
Rund 500 Aussteller kamen aus dem Bereich Pferd mit neuesten Produkten, Ausbilder gaben Live-Lehrstunden in allen Reitweisen, Experten informierten zu Haltungs- und Gesundheitsfragen. In der Show-Arena in Halle 25 fanden außerdem täglich Wettkämpfe, Cups und Vorführungen mit internationalen Reitstars statt. Die Produktpalette umfasste u. a. Stalleinrichtungen, Futter, Bekleidung, Ausrüstung, Sättel, Hindernisse, Zaunanlagen und Pferdetransporter.

## Jagd
Zahlreiche Aussteller informierten über Jagdgewehre, Hochsitze, Ausrüstung, Munition und Off-Road-Fahrzeuge. Die Landesjägerschaft Niedersachsen bereitete für die Messe alljährlich ein anderes Thema auf. Es gab Vorführungen von Falknern, Hundezüchtern und Auftritte von Jagdbläsergruppen. Vertreten waren unter anderem auch der Verband der Deutschen Büchsenmacher sowie der Verband der Hersteller von Jagd-, Sportwaffen und -munition. 2023 sagte die Landesjägerschaft Niedersachsen ihre Teilnahme ab.

## Angelmesse Hannover
Die Angelmesse Hannover präsentierte bis ins Jahr 2021 auf 3000 Quadratmetern ein großes Angebot für Hobbyangler und Sportfischer. Im Angelforum bekamen die Besucher Tipps und Informationen von bekannten Team-Anglern. Auch der Landessportfischerverband Niedersachsen sowie der Fischereiverein Hannover stellten sich und ihre Arbeit in der Angelmesse vor.

## Country
Der Ausstellungsbereich „Country“ widmete sich der Präsentation von Country-Living, Jagdambiente und Reitkultur. Erstmals 2003 veranstaltet, hatte sich die Country zu einer festen Größe der Ausstellung entwickelt. Sie wird auch Teil der neuen Pferdemesse „Passion Pferd“.

## Nacht der Pferde
Die Nacht der Pferde war fester Bestandteil der Pferd & Jagd und fand jeweils abends am Messe-Freitag und Samstag statt. Die Nacht der Pferde ist eine Gala mit international bekannten Stars der Show-Reiter-Szene. Sie wird nach der Messeaufteilung Bestandteil der neuen Messe „Passion Pferd“.

## MiMaMo
MiMaMo war ähnlich wie die Nacht der Pferde eine Pferde-Gala-Show, inhaltlich jedoch mehr auf Kinder und Familien ausgerichtet. Sie fand am Messewochenende statt. Bei MiMaMo traten neben international bekannten Stars der Showreiter-Szene auch Nachwuchstalente und Kinder auf. Die MiMaMo wird nach der Messeaufteilung Bestandteil der neuen Messe „Passion Pferd“.